# Gudrun M. Grabher
Gudrun Maria Grabher (* 1957 in Lustenau) ist eine österreichische Amerikanistin.

## Leben
Grabher studierte an der Universität Innsbruck Anglistik/Amerikanistik, Philosophie und Germanistik. In diesen Fächern schloss sie das Lehramtsstudium ab und wurde 1980 Sub auspiciis Praesidentis rei publicae promoviert. 1989 habilitierte sie sich mit einer Studie zum Lyrischen Du in der amerikanischen Dichtung und war von 1994 bis 2021 Universitätsprofessorin am Institut für Amerikastudien in Innsbruck, das sie fast 20 Jahre lang leitete. Rufe erhielt sie an die Universität Freiburg i. Br. und die Universität Graz. Seit 2022 befindet sie sich im Ruhestand.
Darüber hinaus lehrte und forschte Grabher als Gastprofessorin bzw. Gastwissenschaftlerin unter anderem an der Harvard University, der Universität Wien und der University of Notre Dame (USA) und am Nationalmuseum für Haiku-Literatur in Tokyo. Viele Jahre war sie Präsidentin des Harvard Club of Austria sowie Präsidiums-Mitglied und Präsidentin (2004–2007) der Emily Dickinson International Society.

## Forschungsschwerpunkte
Grabhers Forschungsschwerpunkte sind amerikanische Literatur- und Kulturwissenschaft, multidisziplinäre Amerikastudien, Medical Humanities, Law and the Humanities, amerikanische Lyrik, Literatur und Philosophie, Wechselbeziehungen zwischen Literatur, Musik und Malerei und multikulturelle Aspekte und Menschenrechte in den USA.

## Auszeichnungen (Auswahl)
- 1997: Goldenes Ehrenzeichen für Verdienste um die Republik Österreich
- 2018: Vorarlberger Wissenschaftspreis

## Publikationen (Auswahl)

### Als Autorin
- Emily Dickinson: Das transzendentale Ich. Dissertation. Carl Winter Universitätsverlag, Heidelberg 1981.
- Die Lyrik Max Hölzers: Aussagemöglichkeiten surrealer Bildlichkeit. Haag und Herchen, Frankfurt am Main 1982.
- Das lyrische Du: Du-Vergessenheit und Möglichkeiten der Du-Bestimmung in der amerikanischen Dichtung. Habilitationsschrift. Carl Winter Universitätsverlag, Heidelberg 1989.
- Levinas and the Other in Narratives of Facial Disfigurement: Singing through the Mask. Routledge, New York/London 2019.

### Als Herausgeberin
- mit Mareen Devine: Women in Search of Literary Space.  Narr, Tübingen 1991.
- mit Brigitte Scheer-Schäzler, Sonja Bahn-Coblans, Susanne Moser, Arno Heller: Suffering in Literature / Leiden in der Literatur. Memorial Volume for / Gedenkband für Sepp L. Tiefenthaler. Institut für Sprachwissenschaft, Innsbruck 1994.
- Geburt und Tod im Kunstvergleich. Wissenschaftlicher Verlag Trier, Trier 1995.
- mit Ulrike Jeßner: Semantics of Silences in Linguistics and Literature. Universitätsverlag C. Winter, Heidelberg 1996.
- mit Margaret H. Freeman, Roland Hagenbüchle: Swearing by the Cuckoo: Translators on Translating Emily Dickinson. Sonderausgabe von The Emily Dickinson Journal 6:2 1997.
- mit Roland Hagenbüchle, Cristanne Miller: The Emily Dickinson Handbook. University of Massachusetts Press, Amherst 1998.
- mit Hans Köchler: Civilizations — Conflict or Dialogue? International Progress Organization, Wien 1999.
- mit Sonja Bahn-Coblans: Das Risiko Selbst in der englischsprachigen Literatur und in anderen Bereichen zu Ehren von Brigitte Scheer-Schäzler anläßlich ihres 60. Geburtstages. Institut für Sprachwissenschaft, Innsbruck 1999.
- mit Martina Antretter: Emily Dickinson at Home. Wissenschaftlicher Verlag Trier, Trier 2001.
- Silence Sichtbar: Cummings Coming Into German. Translations with Comments. Innsbrucker Beiträge zur Kulturwissenschaft, Sonderheft 115, Innsbruck 2003.
- mit Anna M. Gamper: Eegal Narratives: Outside Perspectives on US-American Law in Cultural Context. Springer, Wien/New York 2009.
- mit Cornelia Klecker: Facial Disfigurement in American Literature, Film, and Television. Routledge, New York/London 2022.